# Мангейринья
Мангейринья (порт. Mangueirinha) — муниципалитет в Бразилии, входит в штат Парана. Составная часть мезорегиона Юго-центральная часть штата Парана. Входит в экономико-статистический микрорегион Палмас. Население составляет 17 664 человека на 2006 год. Занимает площадь 1073,793 км². Плотность населения — 16,5 чел./км².

## Статистика
- Валовой внутренний продукт на 2003 год составляет 467 913 580,00 реалов (данные: Бразильский институт географии и статистики).
- Валовой внутренний продукт на душу населения на 2003 год составляет 26 423,85 реалов (данные: Бразильский институт географии и статистики).
- Индекс развития человеческого потенциала на 2000 год составляет 0,754 (данные: Программа развития ООН).